# Angelina Simakova
Angelina Alekseevna Simakova (en russe : Ангелина Алексеевна Симакова), née le 26 août 2002, est une gymnaste artistique russe.

## Carrière
Elle remporte la médaille d'or du concours par équipes des Championnats d'Europe de gymnastique artistique féminine 2018 à Glasgow et la médaille d'argent du concours par équipes des Championnats du monde de gymnastique artistique 2018 à Doha.